# Antoniwkabrücke
Die Antoniwkabrücke (ukrainisch Антонівський міст/Antoniwskyj mist, auch als Cherson-Straßenbrücke bezeichnet) war eine Straßenbrücke über den Dnepr in der Oblast Cherson im Süden der Ukraine. Sie wurde im November 2022 beim Rückzug der russischen Truppen aus der Region gesprengt und im nördlichen Bereich komplett zerstört.

## Eckdaten

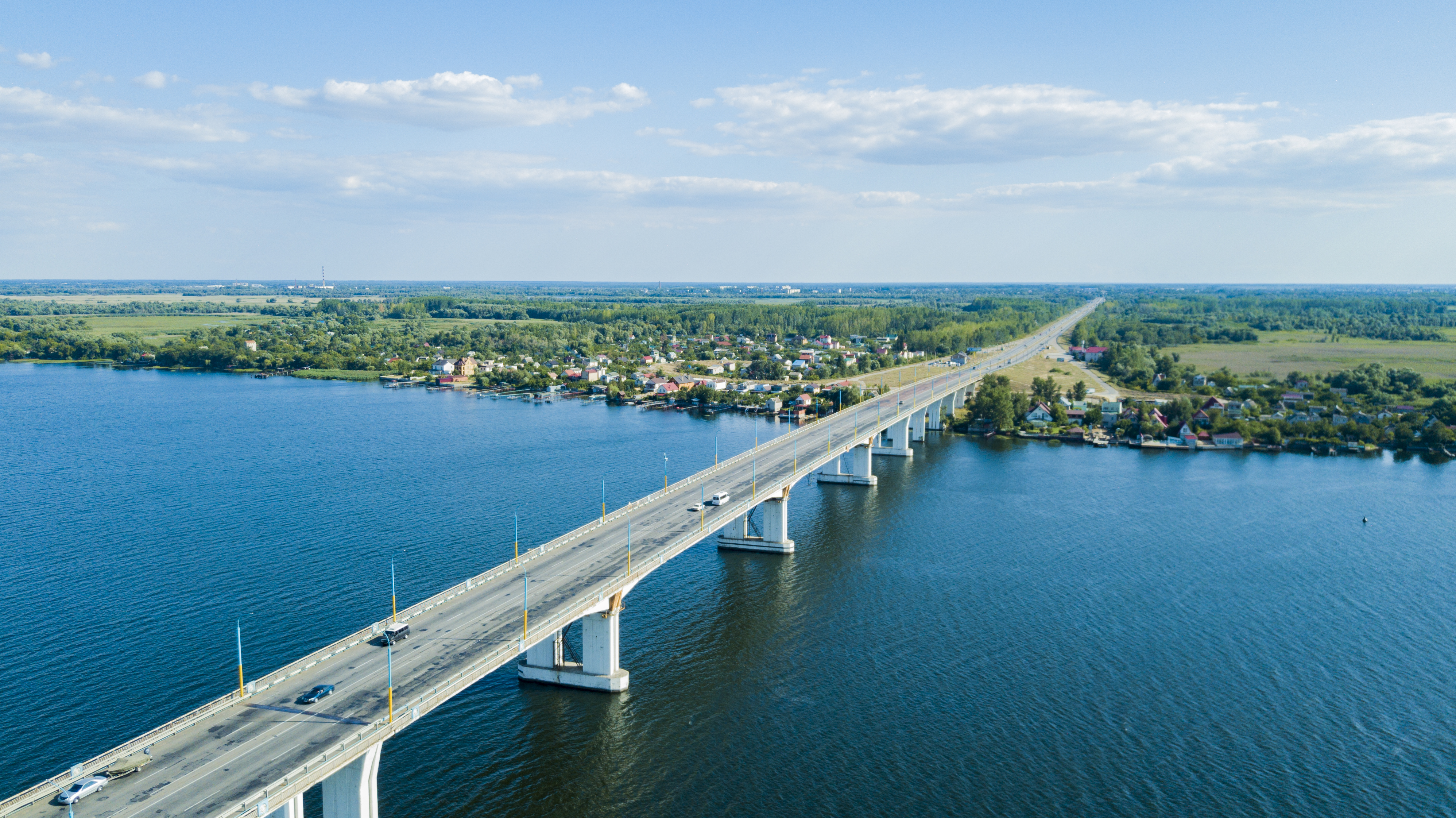
Die Antoniwkabrücke 2017

Die seit 1977 geplante und 1985 erbaute Brücke wurde am 24. Dezember 1985 eröffnet. Sie befand sich an Flusskilometer 37,4 bei der zu Cherson zählenden Siedlung Antoniwka, nach der sie benannt wurde, und verbindet die Großstadt Cherson mit den Städten Oleschky und Hola Prystan.
Über die Brücke führte die internationale Fernstraße M 14.
Die 1366 m lange und 25 m breite Brücke mit einer 20,5 m breiten Fahrbahn stand auf 31 17,2 m hohen Pfeilern.
Sie besaß auf jeder Fahrbahnseite einen 1,5 m breiten Fußgängerweg.
Die Brücke wurde vor dem russisch-ukrainischen Krieg täglich von durchschnittlich 10.500 Fahrzeugen befahren.

## Die Antoniwkabrücke im Russisch-Ukrainischen Krieg
Seit Beginn des russisch-ukrainischen Kriegs war die Brücke ein strategisch bedeutender Versorgungs- und Nachschubweg für die russischen Streitkräfte westlich des Dnepr (insbesondere für die Besatzungstruppen bei Cherson). Aus diesem Grund versuchten die ukrainischen Streitkräfte, die Brücke zu zerstören, während die russischen Truppen nach Angaben des britischen Militärgeheimdienstes versuchten, die Brücke für ihren Vormarsch Richtung Westen instand zu halten. Verteidigt wurde die Brücke von zwei ukrainischen Brigaden. Nach dreitägigen Kämpfen nahmen russische Truppen die Brücke schließlich ein.
Die militärische Kontrolle über die Brücke wechselte während der Schlacht von Cherson im Februar 2022 mehrmals. Die russischen Streitkräfte versuchten, mit der Brücke einen Weg von der von Russland besetzten Krim in die Zentralukraine zu schaffen. Die ukrainischen Streitkräfte verloren schließlich am 26. Februar 2022 nach heftigen Kämpfen die Kontrolle über das Gebiet und ließen mehrere tote Soldaten und zerstörte Militärfahrzeuge auf der Brücke zurück.
In einem täglichen Geheimdienstbericht des Verteidigungsministeriums des Vereinigten Königreichs von Mitte Juli 2022 wurde die Brücke als „zentrale Schwachstelle für russische Streitkräfte“ bezeichnet. Beobachter hielten sie für den wichtigsten Übergang in die von Russland kontrollierten Gebiete westlich des Dnjepr. Die einzige andere Straßenbrücke befindet sich beim Wasserkraftwerk am südwestlichen Ende des Kachowkaer Stausees.
Am 19. Juli 2022 wurde die Brücke durch ukrainisches Raketenfeuer beschädigt, angeblich unter Verwendung von HIMARS-Raketen, die von den Vereinigten Staaten geliefert wurden. Am 20. Juli griffen ukrainische Truppen die Brücke zum zweiten Mal in Folge an.
Russische Streitkräfte bemühten sich, die Brücke zu reparieren, und sperrten sie vorübergehend für den Frachtverkehr.
Am 26. Juli 2022 wurde die Brücke nach ukrainischem Raketenbeschuss mit HIMARS schwer beschädigt.
Spätere Berichte und Videoaufnahmen zeigen, dass die Fahrbahnoberfläche der Brücke beschädigt und damit für schwere Fahrzeuge unpassierbar wurde. Die wenige Kilometer flussaufwärts gelegene Eisenbahnbrücke wurde Ende Juli ebenfalls unpassierbar gemacht.
Um Militärfahrzeuge weiterhin zwischen den Ufern über den Fluss zu bewegen, richteten die russischen Truppen Fährverbindungen ein. Eine Verbindung befand sich dabei in unmittelbarer Nähe der Brücke. Bei jeder Überfahrt wurden bewusst militärische und zivile Fahrzeuge gemeinsam befördert, damit die russischen Militärfahrzeuge nicht durch ukrainisches Artilleriefeuer angegriffen werden. Ein derartiger Missbrauch von Zivilisten als menschliche Schutzschilde durch die russischen Truppen stellt einen Verstoß gegen die Genfer Konventionen dar.
Die Russen setzten in der Folge außerdem eine behelfsmäßige Pontonbrücke unmittelbar neben der beschädigten Brücke ein; auch diese wurde regelmäßig von der ukrainischen Artillerie beschossen und stand nur zeitweise zur Verfügung.
Am 9. November 2022 gab Russland bekannt, die besetzten Gebiete westlich des Dnepr aufzugeben und sich zurückzuziehen. Im Zuge dieses Rückzugs sprengten sich zurückziehende Truppen die strategisch wichtige Straßenverbindung in der Nacht vom 10. auf den 11. November 2022.
Bilder, die ab dem Morgen des 11. November 2022 in den sozialen Medien kursierten, bestätigten die komplette Zerstörung der Brücke an zwei Stellen – einem kurzen Bereich in der Brückenmitte im unmittelbaren Bereich der Schifffahrtsrinne und auf der gesamten Länge in ihrem nördlichen Bereich. Auch die neben der Brücke verlaufende Pontonbrücke wurde zerstört und war nicht weiter einsetzbar.
Im Zuge der ukrainischen Gegenoffensive wurde im Sommer 2023 ein erster Brückenkopf im Bereich der Brückenruine errichtet. Zu diesem Zeitpunkt war die ukrainische Armee bereits »seit etwa 1,5 bis zwei Monaten« auf dem russisch kontrollierten Ufer präsent.